# فريدريك الكسندر كوثبرت
فريدريك الكسندر كوثبرت (بالإنجليزية: Frederick Alexander Cuthbert)‏ هو مهندس المناظر الطبيعية أمريكي، ولد في 7 مايو 1902 في إسيكس في كندا، وتوفي في 14 سبتمبر 1978 في مقاطعة ليني في الولايات المتحدة.